# Нейс
Нейс (на английски: Naas; на ирландски: Nás na Ríogh, Наас нъ Рий) е град в централната източна част на Ирландия. Намира се в графство Килдеър на провинция Ленстър на 27 km западно от столицата Дъблин. Главен административен център е на графство Килдеър. Имал е жп гара от 22 юни 1855 г. до 1 април 1959 г. В Нейс се произвежда техника на фирмите „Интел“ и „Хюлет Пакард“. Населението му е 20 044 жители от преброяването през 2006 г. 

## Побратимени градове
- Омаха, САЩ